# Lo sapevi che?
Lo sapevi che? è un programma televisivo italiano trasmesso su Focus (Canale 35) per la prima volta il 3 aprile 2023. Ideato, scritto e diretto da Tommaso Cennamo, scritto con Luigi Bignami e Lea e Vera Borniotto  , il programma si concentra su curiosità e approfondimenti legati a natura, animali, ecosostenibilità, evoluzione tecnologica, scienza.
Esso propone una serie di brevi documentari o segmenti informativi che esplorano fatti curiosi e poco conosciuti. Il programma è pensato per un pubblico eterogeneo, adatto a tutte le età e il formato permette agli spettatori di apprendere nozioni utili in un tempo ridotto. Le puntate sono disponibili anche in streaming sulla piattaforma Mediaset Infinity.